# Храм свих светих мученика у Пекингу
Храм свих светих мученика (рус. Храм Всех Святых Мучеников) је некадашњи храм Руске православне цркве при Руској духовној мисији у Пекингу.
Храм је изграђен 1903, а срушен 1957. године.

## Историја
Након што је 11. октобра 1901. године, архимандрит Инокентије упознао Свети синод са именима 222 кинеска новомученика који су пострадали у јулу 1900. године, одлучено је да се на месту уништене Руске духовне мисије у Пекингу подигне спомен-храм. Изградња храма је започета 1903. године.
На годишњицу њиховог пострадања, јула 1904. године, завршено је преношење моштију новомученика у крипту храма. Храм је освештан 10. јуна 1904. године. Већим делом године је храм био затворен, а службе су се одржавале само у посебним приликама.
Марта 1956. године, имовина Руске духовне мисије је предата амбасади Совјетског Савеза у Пекингу, а храм је потом дигнут у ваздух. Није сасвим јасно шта се десило са моштима новомученика, али се помиње да су пренети на гробље.
На месту некадашњег храма је 3. априла 2007. године, постављено спомен обележје - крст и плоча са сликом храма и кратким описом.